# Rio Cusuiuş
O Rio Cusuiuş é um rio da Romênia, afluente do Rio Crişul Negru, localizado no distrito de Bihor.